# Wymazywanie. Rozpad
Wymazywanie. Rozpad (niem. Auslöschung. Ein Zerfall) – powieść austriackiego pisarza Thomasa Bernharda. Została opublikowana w 1986 roku i jest ostatnim dziełem prozatorskim autora. Jest to jego drugi co do wielkości utwór, zaraz za tekstem Schwarzach St. Veit. W Polsce książka stała się znana szerszym kręgom odbiorców w 2001 roku kiedy sztukę na jej podstawie wyreżyserował Krystian Lupa.
Powieść to seria monologów protagonisty i narratora pierwszoosobowego zarazem Franza Josefa Murau, który przedstawia swoje przemyślenia w kontekście śmierci jego rodziców i brata w wypadku samochodowym.
Na pierwszy plan wysuwają się wspomnienia protagonisty z dzieciństwa, spędzonego na posiadłości rodzinnej w Wolfsegg am Hausruck w Austrii. Dzięki swoim notatkom Murau chce zmierzyć się z panującymi tam warunkami, które zmusiły go ostatecznie do przeprowadzki do Rzymu. I tak jest opracowywany temat jego kompleksu związanego z pochodzeniem, co ma prowadzić ostatecznie do wymazania wspomnień o tym okresie.

## Opis fabuły
Wymazywanie to forma autobiograficznego testamentu Franza-Josefa Murau, który jest intelektualną czarną owcą wpływowej rodziny z Austrii. Obecnie prawie pięćdziesięcioletni Murau mieszka niejako na samo-wygnaniu w Rzymie, gdzie udziela lekcji z literatury niemieckojęzycznej swemu uczniowi Gambettiemu. Pewnego popołudnia protagonista otrzymuje telegram od swoich sióstr Cecylii i Amalii, informujący o śmierci w wypadku samochodowym rodziców oraz brata.
W pierwszej części, zatytułowanej Telegram, Murau zdaje sprawozdanie z dnia spędzonego w swojej rezydencji w Rzymie. Wiele z tych zapisków to wspomnienia z przeszłości. Liczne konflikty z konserwatywną rodziną i panującymi w Austrii warunkami zmusiły go do ucieczki za granicę:
(…) przyjechałem więc do Rzymu tylko po to, by odwlec dokonujący się we mnie niepowstrzymanie upadek, prawie bez nadziei na ocalenie. I wtedy okazało się, że decyzja o przyjeździe do Rzymu przyniosła mi odnowienie życia, by tak rzec, zwrot duchowy. Nagle odetchnąłem. Głośne, straszliwie głośne i cuchnące miasto, myślałem z początku, natychmiast jednak zauważyłem, że właściwie jest ono dla mnie jedyne, nieodzowne, ocalające.
Protagonista przedstawia różne elementy z życia codziennego rodziny, krytykuje państwo, wszystkie jego instytucje oraz całą społeczność:
Dopiero niedawno powiedziałem do Gambettiego, że Austriacy i Niemcy nie cenią ludzi, tylko tytuły i świadectwa, ba, posuwają się do tego, by sądzić, że człowiekiem można stać się dopiero wtedy, gdy otrzyma się świadectwo lub dostanie tytuł, przedtem bowiem nie jest się człowiekiem.
W ucieczce wspiera go wujek Georg, który jest dla niego jedyną zaufaną osobą z grona najbliższych. Murau ma obsesję na punkcie swojej austriackiej tożsamości i postanawia nigdy nie wracać do Wolfsegg. Jednak jego przemyślenia zostają przerwane nadchodzącymi wieściami z Austrii. Dla kontrastu autor poświęca też miejsce sylwetkom ucznia Gambettiego oraz przyjaciółce Marii (co jest prawdopodobnie hołdem Bernharda dla Ingeborg Bachmann).
Potok wspomnień protagonisty nie posuwa akcji do przodu prawie w ogóle. Murau pozostaje w swoim pokoju, pakuje walizki, ogląda fotografie jego rodziny, nie szczędząc przy tym komentarzy:
Jeszcze na żadnej fotografii nie widziałem naturalnego, a to znaczy prawdziwego i rzeczywistego człowieka, podobnie jak jeszcze na żadnej fotografii nie widziałem prawdziwej i rzeczywistej natury. Fotografia to największe nieszczęście dwudziestego wieku.
Druga część o nazwie Testament to przedstawienie pobytu Murau w Wolfsegg w kontekście uroczystości pogrzebowych rodziców i brata. Tuż po przybyciu pomaga on siostrom w przygotowaniach i spotyka się z żałobnikami. Znaczącą role odgrywa tam wykształcony i dostojny arcybiskup oraz dyplomata watykański Spadolini, mający swego czasu bliski kontakt z matką Murau. Protagonista łączy z jego osobą silne uczucia nienawiści i miłości zarazem. Następnego dnia ma miejsce pogrzeb, po czym Franz-Josef Murau wraca do Rzymu.

## Analiza
Podróż do Wolfsegg am Hausruck jest dla protagonisty pretekstem, aby zmierzyć się ze swoim ziemiańskim pochodzeniem, co formułuje poprzez niekończące się ciągi przesadnych tyrad, będących również próbą wymazania wszystkiego, co związane z Austrią:
Wszyscy nosimy ze sobą swoje Wolfsegg am Hausruck i mamy ochotę wymazać je dla własnego ocalenia, wymazać poprzez zapisanie i zgładzenie.
Rodzicom Murau zarzuca bezkrytyczną akceptację narodowo-socjalistycznej ideologii, która poprzez brak tolerancji, także po wojnie wpływa na ich sposób myślenia. Nieskazitelny pozostaje tylko odrzucony przez rodzinę wujek Georg, który stawia pod znakiem zapytania role społeczne.
Pod lawiną krytyki Murau giną austriaccy sędziowie, nauczyciele czy całe rządy. Kontrastem dla nich są osoby włoskiego pochodzenia lub tzw. prości ludzie. Powieść jest radykalną i destrukcyjną utopią, unicestwiającą samego protagonistę, który jest przepełniony nienawiścią i żalem do swojego kraju i miejsca urodzenia.

## Styl
Ważnymi środkami stylistycznymi powieści są typowe dla Bernharda powtórzenia i przesadne wywody protagonisty:
Ta osławiona kuchnia austriacka to jeden wielki afront. Gwałt na żołądku, także gwałt na całym ciele.
Książka składa się prawie wyłącznie z ciągu monologów, bez rozdziałów czy akapitów. Jedynie podział tekstu na dwie zbliżone wielkością części stanowi o formalnej strukturze dzieła.
Monolog protagonisty jest często skierowany do jego ucznia Gambettiego, a przez sformułowania takie jak: niedawno powiedziałem Gambettiemu, że… oraz przez ciągłe zastosowanie różnych elementów klimatycznych powieść zyskuje swój charakterystyczny rytm. Owo szkalowanie, choćby najbardziej bezpardonowe i nieustępliwe, przekształca się w przyprawiające o zawrót głowy kaskady słów z muzycznymi elementami o nadzwyczajnym uroku – jest to melodyjna aria, której jasność kontrastuje z ponurym charakterem twierdzeń Murau. Rytm jest nieubłaganym, wirującym mechanizmem hiperbol i słów w stopniu najwyższym, co koresponduje ze specyficzną formą komizmu, charakterystyczną dla dzieł Bernharda. Wyolbrzymienie zmienia się w groteskę, tragedię i komedię:
Tak dalece wyszkoliłem się w sztuce przerysowywania, że spokojnie mogę nazwać siebie największym artystą przerysowywania, jakiego znam. Nie znam żadnego innego. Nikt nigdy nie doprowadził sztuki przerysowywania aż do takiej ostateczności (…)